# Luciana Gennari
Luciana Gennari (* 5. Juli 2002) ist eine argentinische Leichtathletin, die sich auf den Dreisprung spezialisiert hat.

## Sportliche Laufbahn
Erste internationale Erfahrungen sammelte Luciana Gennari im Jahr 2021, als sie bei den U20-Südamerikameisterschaften in Lima mit 12,29 m den fünften Platz im Dreisprung belegte und mit der argentinischen 4-mal-100-Meter-Staffel disqualifiziert wurde. Im Dezember gelangte sie bei den erstmals ausgetragenen Panamerikanischen Juniorenspielen in Cali mit 11,89 m auf Rang elf im Dreisprung. Im Jahr darauf wurde sie bei den U23-Südamerikameisterschaften in Cascavel mit 12,03 m Fünfte und 2024 belegte sie bei den U23-Südamerikameisterschaften in Bucaramanga mit 11,85 m den sechsten Platz. Im Jahr darauf gelangte sie bei den Südamerikameisterschaften in Mar del Plata mit 12,59 m den siebten Platz. 
In den Jahren von 2023 bis 2025 wurde Gennari argentinische Meisterin im Dreisprung.

## Persönliche Bestleistungen
- Dreisprung: 12,66 m (+1,1 m/s), 3. Oktober 2021 in Resistencia